# Stenocephalemys
Stenocephalemys é um género de roedor da família Muridae.

## Espécies
- Stenocephalemys albipes (Rüppell, 1842)
- Stenocephalemys albocaudata Frick, 1914
- Stenocephalemys griseicauda Petter, 1972
- Stenocephalemys ruppi (Van der Straeten & Dieterlen, 1983)